# Туйникові
Туйникові (Thuidiaceae) — родина мохів ряду Hypnales. Він включає багато родів, але класифікація, можливо, потребуватиме уточнення. Основними родами є Thuidium, Thuidiopsis, Pelekium, Aequatoriella, Abietinella, Rauiella, Haplocladium, Actinothuidium, які утворюють кладу, але інші, які в даний час включені в сімейство, можуть належати до інших родів.

## Роди
Як прийнято GBIF:
- Abietinella Müll.Hal. (4)
- Actinothuidium (Besch.) Broth. (1)
- Aequatoriella A.Touw, 2001 (1)
- Anomodon W.J.Hooker & T.Taylor, 1818 (55)
- Boulaya Cardot (1)
- Bryochenea C.Gao & K.C.Chang (2)
- Bryohaplocladium (10)
- Bryonoguchia Z.Iwatsuki & H.Inoue, 1970 (2)
- Claopodium (Lesq. & James) Renauld & Cardot (18)
- Cyrto-hypnum (Hampe) Hampe & Lorentz (39)
- Echinophyllum T.J.O'Brien (1)
- Haplocladium (Müller Hal.) Müller Hal., 1896 (46)
- Helodium Warnst. (7)
- Herpetineuron (Müll.Hal.) Cardot (3)
- Heterocladium Bruch & Schimp. (22)
- Hylocomiopsis Cardot (3)
- Indothuidium A.Touw, 2001 (1)
- Inouethuidium R.Watanabe, 1991 (1)
- Leptocladium Broth. (1)
- Leptopterigynandrum Müll.Hal. (13)
- Lorentzia (3)
- Miyabea Broth. (5)
- Orthothuidium D.H.Norris & T.J.Koponen, 1985 (1)
- Pelekium Mitt. (36)
- Ptychodium Schimp. (15)
- Rauiella Reimers (15)
- Tamariscella (Müller Hal.) Müller Hal., 1891 (3)
- Tetracladium (Mitten) V.F.Brotherus, 1925 (1)
- Thuidiopsis (Broth.) M.Fleisch. (15)
- Thuidium Bruch & Schimp. (223)